# M48 (танк)
90mm Gun Tank M48, также «Паттон III» (англ. Patton III) или «Паттон 48» — средний танк США 1950-х годов. Был спроектирован в 1950—1951 годах как танк нового поколения, предназначенный для замены в вооружённых силах США всех средних танков предыдущих моделей. M48 основывался на опытном тяжёлом танке M103 и использовал ряд конструктивных новшеств, прежде всего полностью литые броневой корпус и башню эллипсоидной формы. Серийное производство танка было начато в 1952 и продолжалось до 1959 года, когда он был сменён на конвейере основанным на нём танком M60; всего за этот период было выпущено 12000 танков M48 в нескольких вариантах. С середины 1960-х годов большая часть выпущенных M48 была модернизирована до уровня, близкого к базовому M60. В западных источниках M47 и M48 часто упоминаются как M47/48.
M48 поступали в основном на вооружение США и поставлялись их партнёрам по НАТО, за исключением ФРГ и Греции, в сравнительно малых количествах, так как на перевооружение армий НАТО поступали в основном танки M47. Тем не менее, с 1960-х годов M48 активно экспортировались союзным США и нейтральным странам и состояли на вооружении 25 различных государств. Войсками США M48 использовались прежде всего во Вьетнамской войне, помимо этого M48 использовались другими странами в ходе ряда локальных конфликтов, прежде всего в арабо-израильских войнах 1967 и 1973 годов и Второй индо-пакистанской войне, но также и в ряде других. Хотя с вооружения США M48 были сняты в 1980-х годах, около половины выпущенных M48, все — модернизированные до уровня M60, по состоянию на 2010 год несмотря на свою устарелость всё ещё остаются на вооружении различных стран.

## История создания и производства

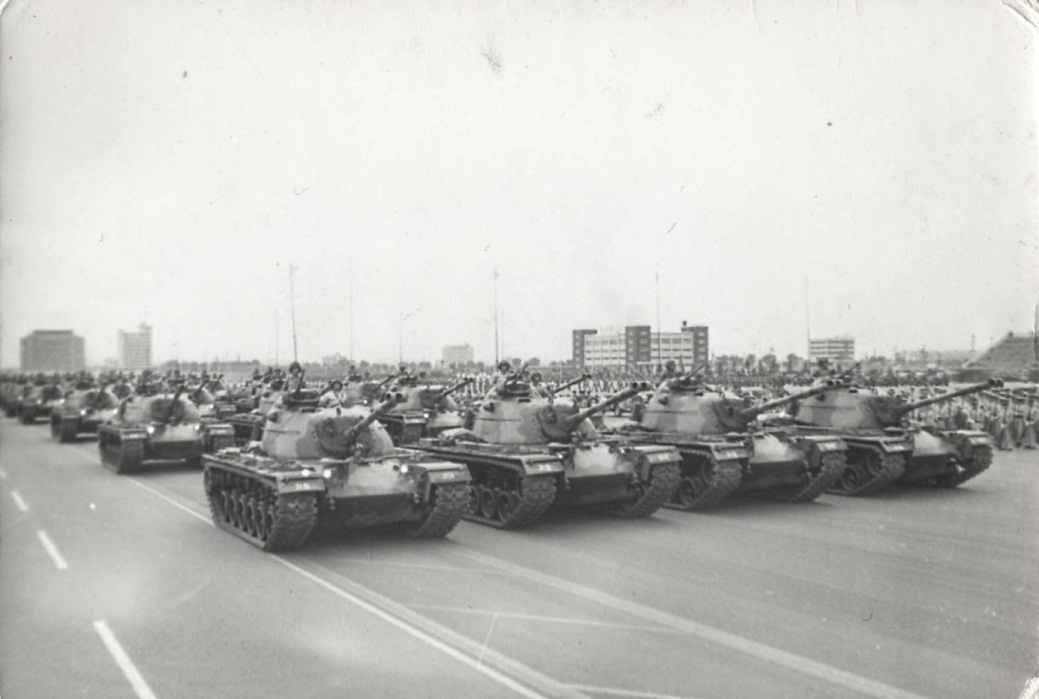
M48 Южной Кореи. 1973 год

Ещё до окончательного принятия на вооружение США 1 ноября 1950 года танка M47, были начаты работы по его замене. Это было необходимо, так как M47 был всё ещё развитием танка M26, разработанного ещё в годы Второй мировой войны и был принят на вооружение лишь в качестве временной меры. Работы по созданию нового танка, получившего это обозначение, начались на Детройтском арсенале в октябре 1950 года. Новый проект использовал в качестве основы конструкцию экспериментального тяжёлого танка T43 и являлся, по сути, его уменьшенной версией. Одной из наиболее характерных черт T43, перешедших к новому танку, явился цельнолитой корпус «эллипсоидной» формы, позволявший максимизировать уровень броневой защиты. При этом, несмотря на то, что новый танк должен был быть вооружён 90-мм пушкой, как и предшественники, вместо 120-мм пушки T43, диаметр погона башни был оставлен тем же, что и у тяжёлого танка — 2159 мм, что помимо прочего, позволило придать стенкам башни значительный наклон по всей высоте, без «замана» в нижней части и дополнительно повысило её снарядостойкость. Двигатель и трансмиссия новой машины были без заметных изменений заимствованы у M47. Также, в отличие от предшественников, экипаж нового танка был сокращён до четырёх человек за счёт изъятия из его состава стрелка-радиста, находившегося в правой лобовой половине корпуса. Помимо сокращения забронированного объёма, это позволило также разместить механика-водителя в районе продольной оси корпуса, что облегчало его работу.
Постройка шести прототипов танка, пяти для испытаний армией и одного — корпусом морской пехоты, была поручена фирме «Крайслер». Для облегчения производства в будущем, новый танк был максимально возможно унифицирован с T43. 27 февраля 1951 года проект был наконец официально одобрен военными и получил стандартное обозначение — Танк с 90-мм пушкой, T48 (англ. 90mm Gun Tank T48). Шасси первого прототипа T48 поступило на двухнедельные заводские ходовые испытания на полигон в Челси 29 января 1952 года, а к 27 февраля завершённый прототип поступил на всесторонние испытания под наблюдением армейских специалистов. Остальные пять прототипов были закончены в апреле—июле 1952 года. Государственные испытания танков продолжались на Абердинском полигоне и полигоне в Форт Нокс до конца 1952 года. По их результатам, в конструкцию T48 были внесены многочисленные изменения, но многие проблемы всё ещё оставались нерешёнными. Тем не менее, ввиду срочной потребности войск в новом танке, 2 апреля 1953 года он был принят на вооружение под обозначением Танк с 90-мм пушкой, M48 (англ. 90mm Gun Tank M48). Помимо этого танку было присвоено имя собственное — Паттон 48 (англ. Patton 48), в честь Джорджа Паттона, продолжив линейку «Паттонов» M46—M47. Более известен впоследствии, однако, танк стал под названием Паттон III (англ. Patton III).
Серийное производство M48, тогда ещё под обозначением T48, началось ещё до завершения испытаний. Первый заказ, на 548 танков, был выдан фирме «Крайслер», к которой позднее присоединились «Форд» и подразделение Fisher Body корпорации «Дженерал Моторс», получившие контракты на 400 танков каждая. Первые два серийных M48 сошли с конвейера завода «Крайслер» в Ньюарке в апреле 1952 года, а к началу 1953 года производство шло полными темпами, на 27 марта того года было выпущено уже 893 танка. Между тем, испытания прототипов выявили многочисленные дефекты конструкции, требовавшие срочного устранения, в то время как серийное производство M48 уже было начато, из-за спешки армии с получением нового танка. В результате, M48 первой модификации страдали от частых поломок, прежде всего в силовой установке и ходовой части, и многие из машин ранних выпусков были возвращены впоследствии на заводы для устранения выявленных недостатков. Проблемы с танком были столь серьёзны, что в докладе армейской контрольной комиссии по нему указывалось, что «M48 не пригодны даже для учебно-тренировочных целей».
Первоначально M48A1 имел очень малый запас хода (всего 70 миль), что являлось существенным недостатком и стало причиной разработки модификации M48A2 с новым бензиновым двигателем, 90-мм танковой пушкой и спаренным пулемётом калибра 7,62 мм.

Как выяснилось, бензиновый двигатель, установленный на последнем представителе этой модификации (M48A2C), имел склонность к возгоранию, в связи с чем в последующей модификации M48A3 1968 года танк стал оснащаться дизельной силовой установкой.
После 1973 года, когда США передали Израилю значительное количество новых танков M60 для восполнения понесённых в боях крупных потерь бронетехники, было принято решение об осуществлении программы модернизации оставшейся на вооружении модели M48 до уровня M60.
 Разработанная с этой целью модификация M48A5 оснащалась, как и основной боевой танк M60, 105-мм пушкой M68 с новой заряжающей системой, 12,7-мм пулемётом и пулемётом калибра 7,62 мм. Почти 2000 танков M48 модификаций A1/A2/A3 были модернизированы до уровня A5, после чего практически ничем, кроме показателей броневой защиты, не отличались от танков M60, имевших то же вооружение и двигатель.

В 1970-х годах была разработана серия двигателей AVDS 1790 2C/2D мощностью 750 л. с., которые использовались на M48A5, M60A3, M88A1, а также на устаревших танках M47, AMX-30 (Франция), и модернизированном танке «Centurion» (Великобритания).

В 1980-х годах для модернизации танков M48A5 и M60A3 использовались двигатели AVDS 1790 Red Seal мощностью 750 л. с., а в 1990-х годах при производстве и модернизации имевшихся танков M48A5 стал применяться двигатель AVDS Gold Medallion той же мощности.

Последней модернизацией данной модели стал танк M48A5E1, отличавшийся от M48A5 наличием цифрового прицела полного разрешения, лазерного дальномера и улучшенного визира с режимами дня и ночи.

## Модификации

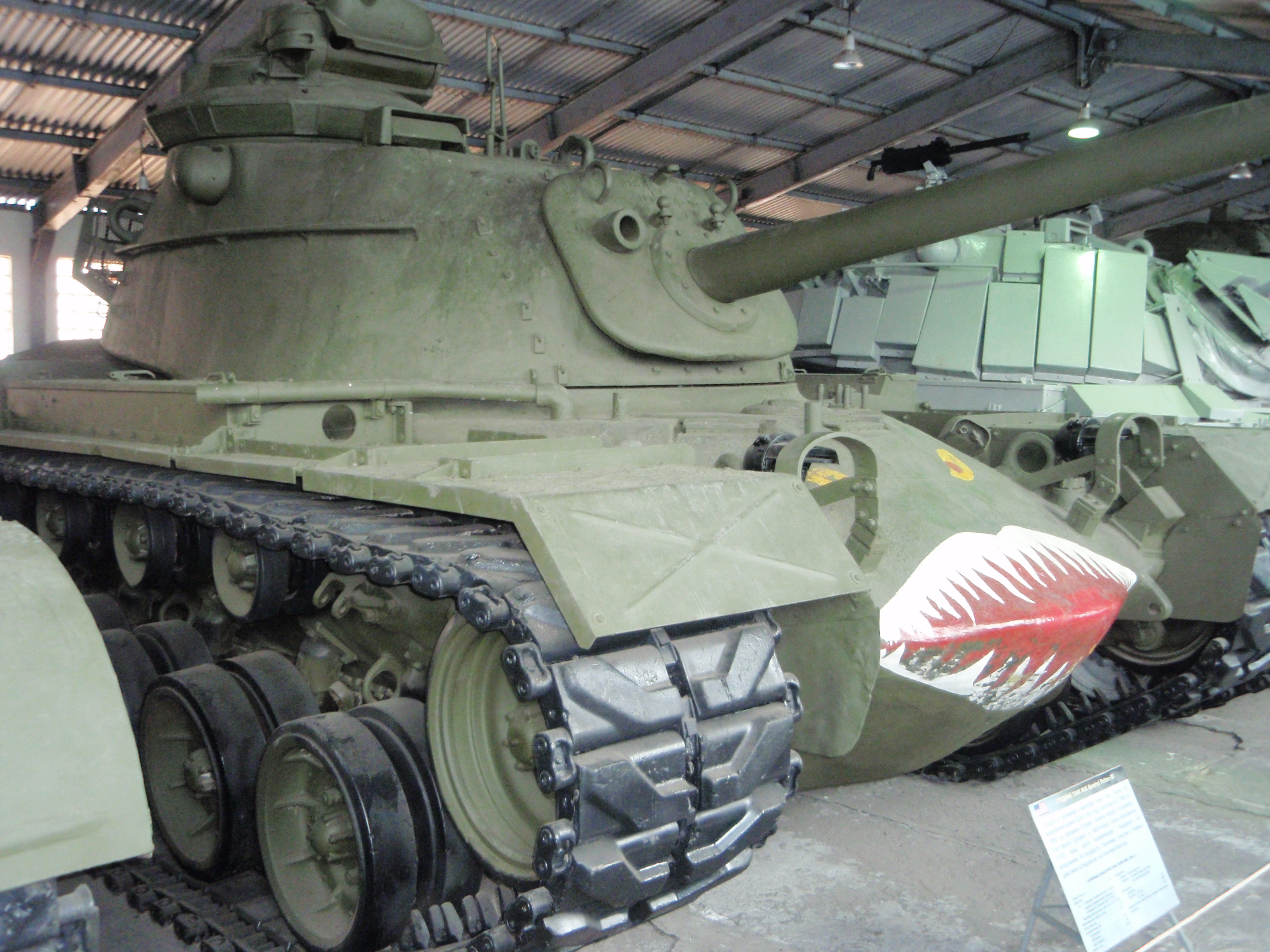
M48 «Patton III» в Бронетанковом музее в Кубинке. Трофей войны во Вьетнаме

На базе модификаций M48 выпускались варианты, разработанные специально для поставки за рубеж:
- M48A5K — вариант для Южной Кореи, оснащённый 105-мм пушкой и улучшенной системой управления огнём, применяемой на M60.
- M48A5E — вариант для Испании со 105-мм пушкой и лазерным дальномером.
- M48A5T1 — вариант для Турции; модернизированный вариант (M48A5T2) имел тепловизор.

- CM12 — вариант для Тайваня с башней CM11, установленной на корпус модификации M48A3.
- AVLB- вариант, использовавшийся Израилем и на Тайване.
- M67 Flamethrower — огнемётный танк, отличавшийся от базового M48 огнемётом М76, внешне отличавшимся от пушки более коротким и широким стволом.
- «Супер М48» предложенный на внешний рынок фирмой Вегманн в середине 80-х годов: основное вооружение танка — стабилизированная в двух плоскостях 105-мм пушка L7A3, однако ключевым фактором повышения огневой мощи «Супер Паттона» стало использование новой системы управления огнём MOLF-48 (Modular Laser Fire control system — модульная лазерная система управления огнём) фирмы Крупп-Атлас Электроник,В МТО был расположен опробованный на турецких М48 дизель МВ837-Ка500 и новая полностью автоматическая трансмиссия Ренк RK-304. Переделке подверглась также ходовая часть танка: на 1-м, 2-м, 5-м и 6-м опорных катках установили гидроамортизаторы и гидравлические ограничители хода катков, замене подверглись все торсионы. На танке использовались гусеницы с траками, аналогичными используемым на "Леопарде-2,Установленная на башне накладная композитная броня фирмы Блом и Фосс придала машине совершенно новый облик. По две броненакладки монтировалось по бортам башни, ещё одна — на маске пушки. Характерная угловатая форма навесной брони не оставляла сомнений в немецком происхождении «Супер Паттона» — «утюгообразный» дизайн PzKpfw.lll/ IV, «Тигров» и «Леопардов-2» стал визитной карточкой танкостроителей Германии. Ходовая часть машины прикрывалась резиностальными экранами
- М48 гибрид модернизация танков бундесвер с установкой башни от Leopard-2

## Описание конструкции
M48 имеет классическую компоновку, с расположением моторно-трансмиссионного отделения в кормовой части танка, а отделения управления и боевого отделения — в лобовой. Экипаж танка состоит из четырёх человек: механика-водителя, наводчика, заряжающего и командира.

### Броневой корпус и башня
M48 имел резко дифференцированную противоснарядную броневую защиту. Броневой корпус M48 представляет собой отливку из броневой стали, на большинстве танков — цельную, но на части машин позднего выпуска корпуса собирались из нескольких частей при помощи сварки. Корпус имел характерную сложную «эллипсоидную» форму. Лобовая часть танка имела округлую обтекаемую форму, выгодную с точки зрения снарядостойкости. Верхняя половина лобовой части корпуса имела толщину в 110 мм и была расположена под углом до 60° к вертикали. Нижняя половина имела толщину в 102 мм и располагалась под углом в 53° в основной своей части, ближе к днищу постепенно утоньшаясь до 61 мм с одновременным увеличением угла наклона. Борта корпуса имели в нижней части выпуклую форму, в верхней части, а в кормовой оконечности — по всей высоте, переходя в строго вертикальные. Толщина бортов в горизонтальном сечении обеспечивалась постоянной по всей высоте, 76 мм в районе боевого отделения отделения и отделения управления и 51 мм — в районе моторного и трансмиссионного отделений. Корма корпуса на M48 и M48A1 имела в верхней своей части толщину в 35 мм и наклон в 30°, в нижней же части — толщину в 25 мм и наклон в 60°. Начиная с M48A2, конфигурация кормовой части корпуса была изменена. В верхней её части были выполнены жалюзи толщиной 25 мм, толщина же нижних двух плит увеличилась до 41 и 30 мм, соответственно. Крыша корпуса в районе боевого отделения и отделения управления имела толщину в 57 мм, кормовое отделение же было прикрыто лишь легкобронированными жалюзи. Днище корпуса на M48 имело толщину в 38 мм в лобовой части, 32 мм — под боевым отделением и 13 мм — под моторным и трансмиссионными отделениями. Начиная с M48A1, средняя и кормовая часть днища получили толщину в 25 мм. На практике же, заданные толщины, в связи с недостатками литьевой технологии производства, могли иметь колебания до нескольких миллиметров как в большую, так и в меньшую сторону.

### Вооружение

#### 90-мм
Основным вооружением M48 модификаций M48, M48A1, M48A2, M48A2C и M48A3 является 90-мм полуавтоматическая нарезная пушка M41, баллистически идентичная пушке M36, устанавливавшейся на танке M47. Длина орудия составляет 50 калибров / 4500 мм. Начальная скорость её калиберных бронебойных снарядов различных типов составляет 851—914 м/с, а дульная энергия — до 4,7 МДж. Орудие снабжается автоматическим компенсатором, восстанавливающим после выстрела первоначальное положение орудия и дублированной системой наведения, позволяющей вести огонь как наводчику, так и командиру. Максимальная теоретическая скорострельность орудия составляет до 7 выстрелов в минуту.
Орудие располагается в лобовой части башни на цапфах в установке, позволяющей его наводку в вертикальной плоскости в пределах −9…+19° при помощи электрогидравлического механизма, дублированного ручным приводом. Для наведения пушки на цель используются телескопический оптический прицел: T156E1 — на M48 и M48A1, M97C — на M48A2 и M105 — на M48A2C и M48A3 и перископические прицелы: M20 — на M48—M48A2 и комбинированный дневной и инфракрасный M32 — на M48A2C и M48A3. Для определения дистанции до цели танк снабжается стереоскопическим дальномером: T46E1 — на M48 и M48A1, M13A1 — на M48A2 и M17 — на M48A2C и M48A3. Также для наведения используется комплект механических баллистических вычислителей (арифмометров): T24E2 и T30 — на M48 и M48A1, M5A1 и M13A1 — на M48A2 и M48A2C и M10A6 и M13B1C1 — на M48A3. На практике, впрочем, из-за многочисленных проблем, дальномеры и баллистические вычислители использовались экипажами крайне редко.
Боекомплект орудия составлял от 60 унитарных выстрелов на M48 и M48A1 до 64 на M48A2 и M48A2C и 62 — на M48A3. Выстрелы размещались в укладках по обе стороны от места механика-водителя, на полу боевого отделения, а также в кормовой нише башни. Пушка M41 могла использовать сравнительно широкий ассортимент боеприпасов, включавших выстрелы с калиберными и подкалиберными, осколочно-фугасными, картечными и дымовыми снарядами.
| Боеприпасы 90-мм пушки М41                                                   |                    |                    |                   |                                   |                       |
| Тип снаряда                                                                  | Марка              | Масса выстрела, кг | Масса снаряда, кг | Масса ВВ, г                       | Дульная скорость, м/с |
| Бронебойный слошной остроголовый с баллистическим наконечником, трассирующий | AP-T M318 Shot     | 19,89              | 11,23             | -                                 | 914                   |
| Бронебойный тупоголовый с баллистическим наконечником, трассирующий          | APC-T M82 Shell    | 19,87              | ?                 | 140                               | 851                   |
| Старый бронебойный сплошной остроголовый трассирующий                        | AP-T M77 Shot      | 19,04              | ?                 | -                                 | 821                   |
| Бронебойный подкалиберный катушечного типа трассирующий                      | HVAP-T M332A1 Shot | 14,63              | ?                 | -                                 | 1165                  |
| Кумулятивный оперённый трассирующий                                          | HEAT-T M431 Shell  | 14,61              | 2,63              | 707                               | 1219                  |
| Осколочно-фугасный трассирующий                                              | HE-T T91E3 Shell   | 16,42              | 9,17              | ?                                 | 732                   |
| Осколочно-фугасный трассирующий                                              | HE-T M71A1 Shell   | 17,91              | 10,68             | 974                               | 732                   |
| Дымовой                                                                      | WP M313C, Smoke    | 18,36              | ?                 | 892 (белый фосфор)                | 730                   |
| Картечь                                                                      | APERS-T XM580E1    | 18,69              | 9,06              | 25 г, 4100 игл                    | 914                   |
| Картечь                                                                      | Canister M336      | 19,25              | 10,53             | 1280 стальных цилиндрических пуль | 875                   |
| Картечь                                                                      | Canister M377      | 17,80              | 9,26              | 5600 игл                          | 899                   |
| Учебный сплошной с баллистическим наконечником, трассирующий                 | TP-T M353 Shot     | 19,89              | 11,23             | -                                 | 914                   |

### Двигатель и трансмиссия
M48 и M48A1 оснащались V-образными 12-цилиндровыми карбюраторными двигателями воздушного охлаждения, моделей AV-1790-5B, AV-1790-7, AV-1790-7B или AV-1790-7C. При рабочем объёме в 29 361 см3, они развивали максимальную мощность в 810 л. с. при 2800 об/мин, или, в зависимости от модификации, от 690 до 704 л. с. при установке в танке . Различия между двигателями были минимальны, AV-1790-7 отличался унифицированными с двигателем лёгкого танка M41 размерами цилиндров, AV-1790-7B отличался увеличенной до 300 А мощностью генератора, а AV-1790-C отличался изменёнными топливными фильтрами .
Двигатель размещался в моторно-трансмиссионном отделении вдоль продольной оси танка и объединялся в общий блок с агрегатами трансмиссии. Топливом двигателю служил бензин с октановым числом не ниже 80, ёмкость размещавшихся внутри моторно-транссионного отделения топливных баков составляла 757 литров. Для увеличения недостаточного запаса хода этих модификаций M48, они также часто оснащались блоком из подключённых к топливной системе четырёх бочек по 208 литров каждая, размещавшихся на отсоединяемой раме в кормовой части танка. Поскольку никакой защиты эта конструкция обычно не имела, перед вступлением в бой бочки должны были демонтироваться или экстренно сбрасываться в случае внезапной угрозы.
M48A2 оснащались двигателем AVI-1790-8, оборудованным системой впрыска топлива. За счёт этого, потребление топлива несколько сократилось и увеличилась максимальная мощность двигателя, до 825 л.с, хотя полезная мощность двигателя осталась прежней — 690 л. с. Также M48A2 отличался увеличенным до 1268 литров объёмом внутренних топливных баков и изменённой конфигурацией системы охлаждения. На M48A3 и последующих модификациях устанавливался дизельный двигатель AVDS-1790, созданный на основе карбюраторных двигателей той же серии и имевший тот же рабочий объём, но оснащённый турбонагнетателем и развивавший максимальную мощность в 750 л. с. при 2400 об/мин, или 643 при установке в танке. Также была вновь увеличена ёмкость топливных баков, на этот раз до 1438 литров.
M48 всех модификаций имели гидромеханическую трансмиссию модели CD-850-4, в состав которой входили:
- Первичный редуктор
- Комплексный гидротрансформатор
- Гидромеханическая планетарная трёхскоростная (2+1) коробка передач
- Механизм поворота дифференциального типа с двойным потоком мощности
- многодисковые бортовые тормоза
- Бортовые передачи

### Ходовая часть
Ходовая часть всех модификаций M48 состояла с каждого борта из шести сдвоенных обрезиненных опорных катков диаметром 660 мм, ленивца, ведущего колеса и сдвоенных обрезиненных поддерживающих катков, пяти — на M48 и M48A1 и трёх — на M48A2 и последующих, за исключением M48A2, производившихся для морской пехоты, сохранявших пятикатковую конфигурацию. Танки ранних модификаций имели также дополнительное направляющее колесо малого размера, между 6-м опорным катком и ведущим колесом, служившее для регулировки натяжения гусеницы. Начиная с M48A2C, оно было ликвидировано, а натяжение гусеницы стало регулироваться при помощи ленивца. Подвеска опорных катков — индивидуальная, торсионная, с гидравлическими амортизаторами на 1-м, 2-м и 6-м катках.

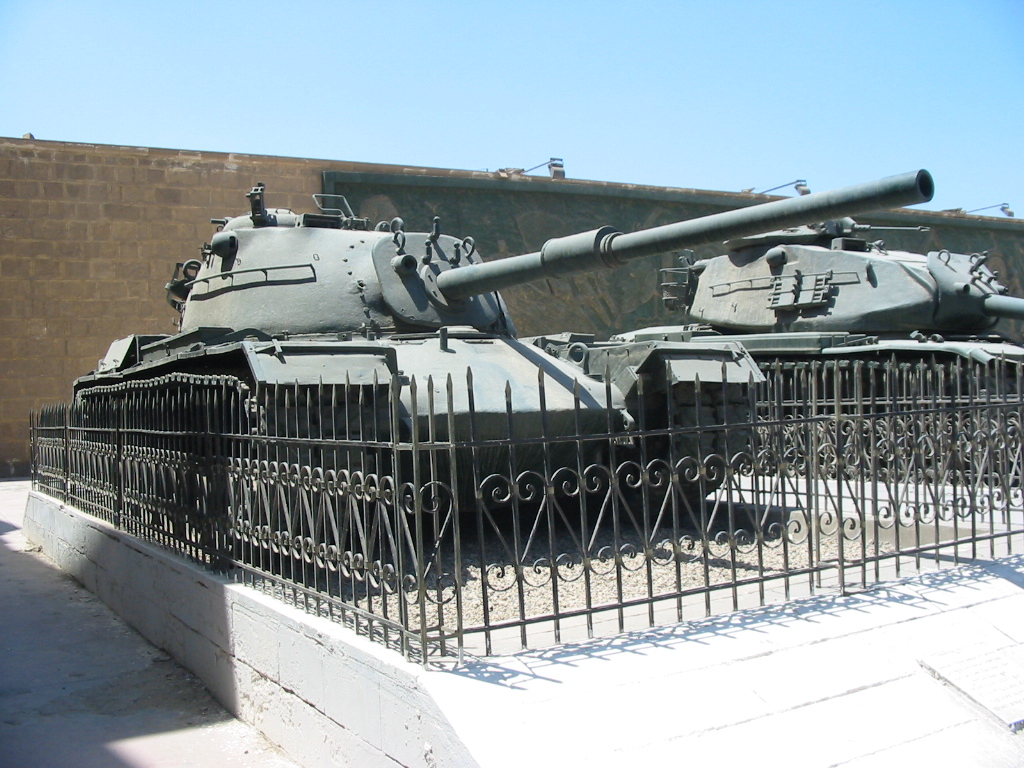
Трофейный израильский M48 в военном музее в Египте

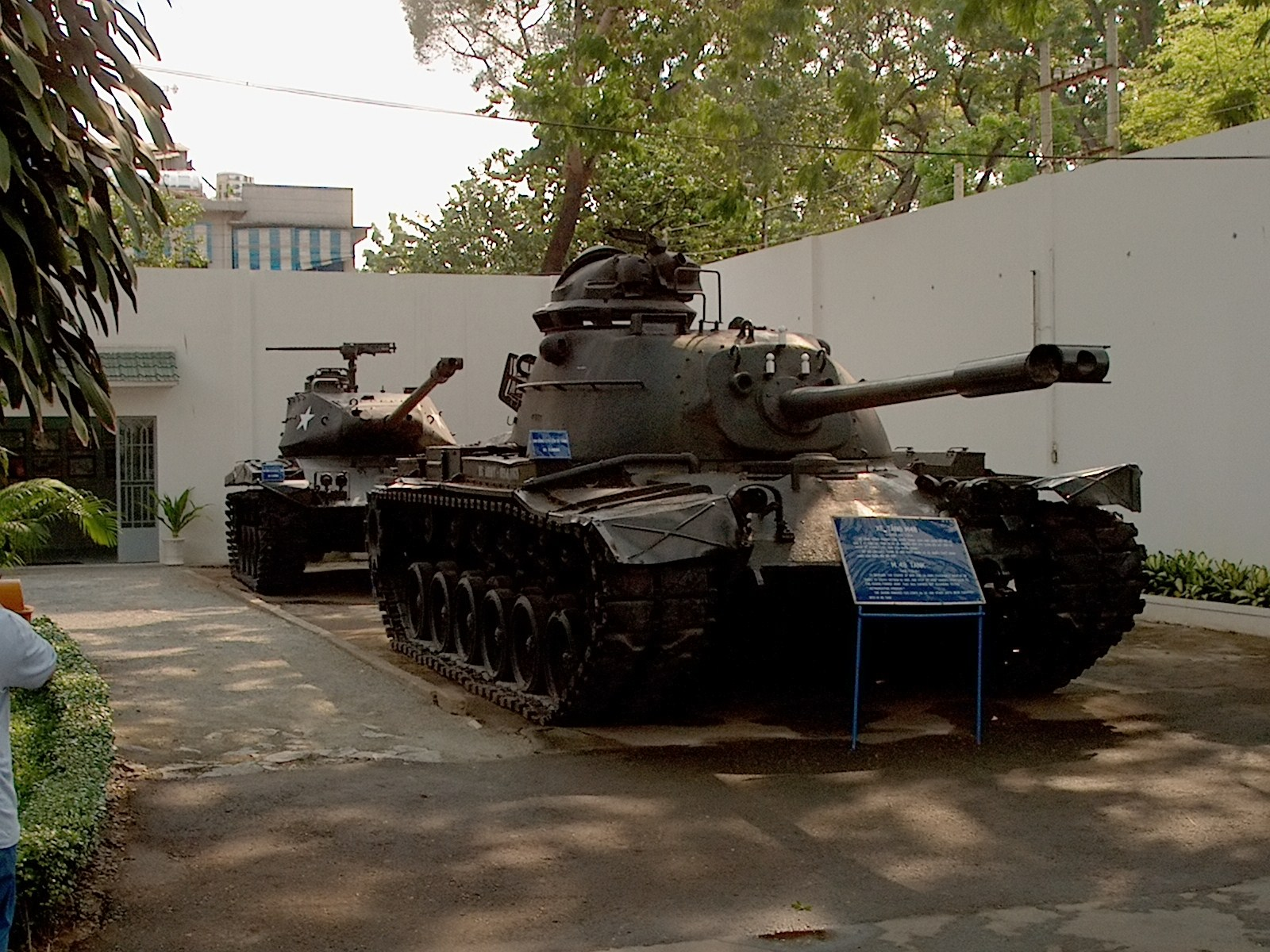
Трофейный M48 в военном музее во Вьетнаме

Гусеницы M48 — стальные мелкозвенчатые одногребневые, цевочного зацепления, с резинометаллическим шарниром и асфальтоходными резиновыми башмаками. Гусеничная лента каждого борта имела ширину в 710 мм и состояла из 97 траков с шагом по 176 мм.

## Машины на базе M48
- MRPz «Keiler» — западногерманская машина разминирования на базе M48A2.
- CM11 Brave tiger — вариант для Тайваня с доработанной башней M48H, установленной на корпус M60; имел усовершенствованную систему управления огнём, включающую баллистический компьютер и стабилизируемый прицел с тепловизором (подобный установленному на танке M1 «Abrams»), сопряжённую со 105-мм пушкой и способную обеспечивать наведение на цель в движении.

## Операторы
- Греция — 375 M48A5 по состоянию на 2024 год[17]
- Иран — 180 M-48, по состоянию на 2010 год[18]
- Республика Корея — 300 M48A3К, 500 M48A5К1/К2, состоянию на 2010 год[19]
- Ливан — 104 M48A1/A5, по состоянию на 2010 год[20]
- Марокко — 225 M48A5, по состоянию на 2010 год[21][22]
- Таиланд — 105 M48A5PI, по состоянию на 2010 год[23]
- Китайская Республика — 450 СМ 11 и 100 СМ-12, по состоянию на 2010 год[24]
- Турция — 758 M48A5T2, по состоянию на 2018 год[25]
- Германия — 649 M48A2G, по состоянию на 1993 год. В том же году сняты с вооружения и готовятся к утилизации[26][27]

## Боевое применение
Танки M48 «Паттон» участвовали во многих вооружённых конфликтах.

### Индо-пакистанская война 1965 года
Боевым дебютом M48 стала индо-пакистанская война 1965 года. К этому времени в Пакистан было поставлено 202 танка M48.
Первые боевые столкновения с участием танков M48 произошли 7 апреля. Они мелкими группами участвовали в перестрелках на индийской границе. 26 апреля приграничные столкновения прекратились и в мае снова возобновились. Как отмечали исследователи, против легковооружённой пехоты M48 действовал успешно.
Полномасштабные боевые действия начались 1 сентября со вторжения около 70 пакистанских «Паттонов» в составе пяти рот из двух полков на индийскую территорию в долине Южного Кашмира по направлению к мосту в Акхнуре и Чамбу. Путь пакистанцам преграждала лишь рота C 20-го полка из 14 лёгких танков AMX-13. В первом танковом бою индийские танки уничтожили 3 танка M48, потеряв 1 AMX-13 подбитым. Примерно через час после пакистанского вторжения по танкам НУРСами нанесли удар индийские самолёты «Вампир» и «Мистэр». Огнём зенитных пулемётов танкисты «Паттонов» сбили один «Вампир». Бой продолжался два дня, и пакистанское наступление было остановлено в этом секторе. В наземном бою индийцы потеряли почти всю роту C, на 2 сентября в ней осталось лишь 3 танка. При этом огнём AMX-13 было уничтожено около десяти M48. Всего было заявлено полное уничтожение 13 или 14 пакистанских M48, ещё много было повреждено, включая от налётов авиации, но позже индийцы уточнили, что в это число входят также 3 индийских танка AMX-13, по ошибке уничтоженных индийской авиацией.
В период 8-10 сентября произошло крупнейшее танковое сражение этой войны. 1-я бронетанковая дивизия в составе около 270 танков M47, M48, «Шерман» и лёгких M24 перешла границу и захватила индийский город Кхем-Каран. Обнаружив пакистанское выдвижение, индийские войска подготовили оборону в холмистой местности. Индийцы могли противопоставить им бригаду из 135 танков «Центурион», «Шерман» и лёгких AMX-13. Атака пакистанских танков на индийские позиции при деревне Асал-Уттар завершилась провалом — 97 пакистанских танков было уничтожено и захвачено, индийцы потеряли 32 танка. Пакистанцы прозвали Асал-Уттар «кладбище Паттонов». Неудачный дебют сказался на репутации танков M48 «Паттон» среди танкистов всего мира.
«Паттоны» 6-й бронетанковой дивизии вели сражение за Чавинду. Здесь потери пакистанцев были не намного выше индийских, однако 17 M48 осталось на индийской территории. Индийцы потеряли множество «Центурионов» из состава своей 1-й Бронетанковой дивизии.
Две трети потерь пакистанских танков составляли «Паттоны». Всего в ходе войны было подбито около 200 танков M48 и M47. Несколько десятков достались индийцам в качестве трофеев.

### Война во Вьетнаме

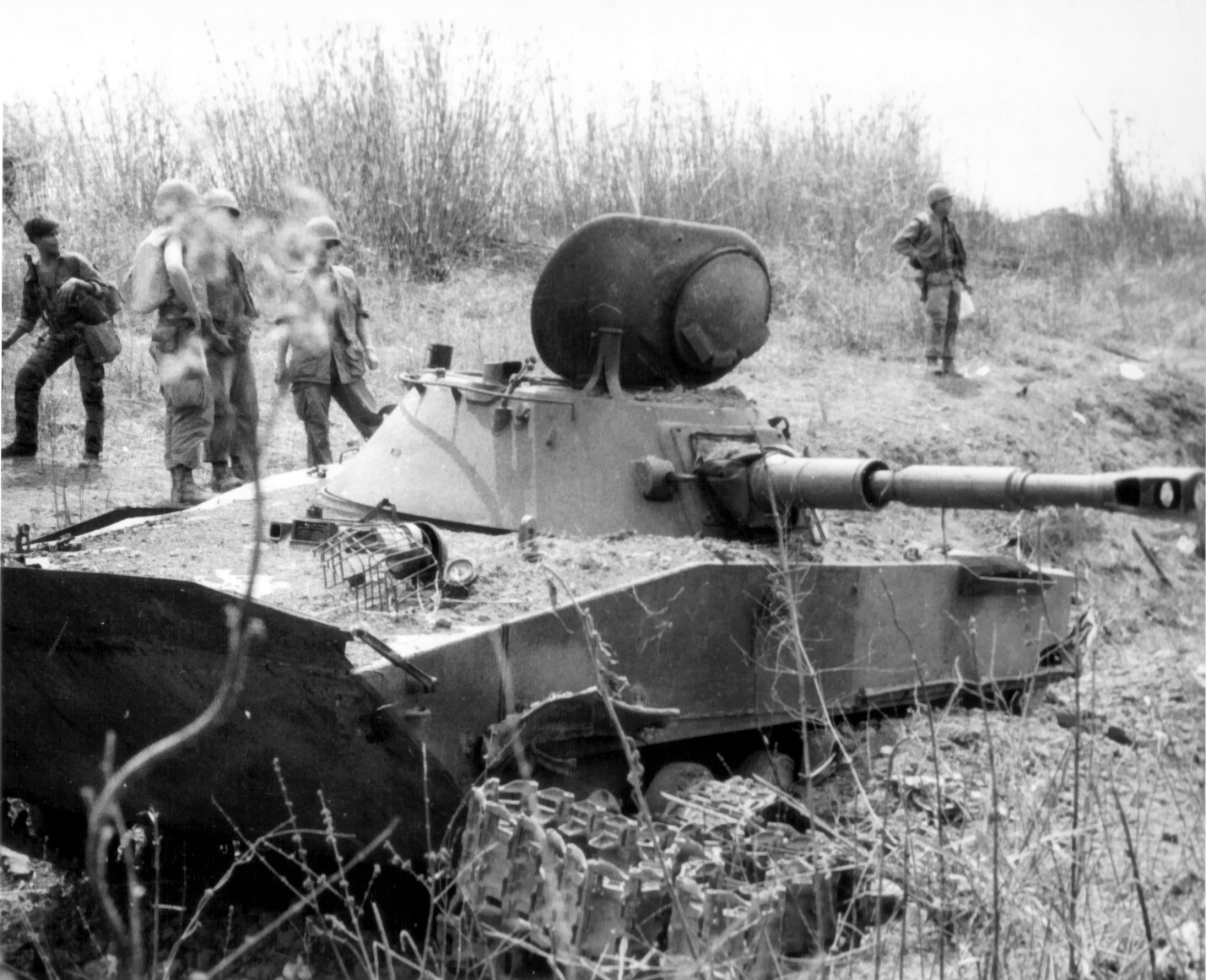
Северовьетнамский ПТ-76, подбитый американским M48

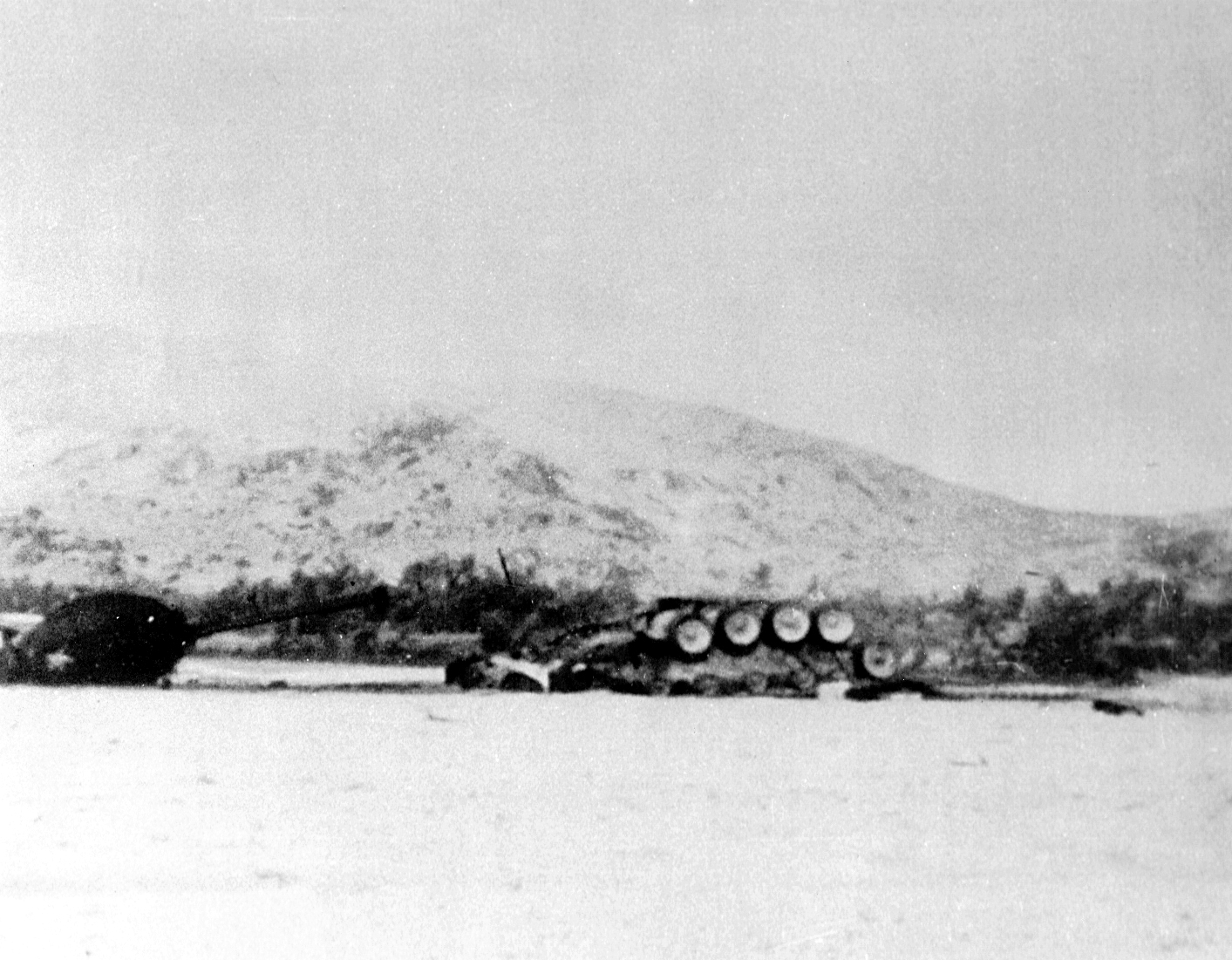
Американский M48A3 после подрыва на мине во Вьетнаме. Танк перевёрнут, башня сорвана. Мины были одной из главных угроз для американских танков, с июля 1968 года по июнь 1969 года в результате подрывов на минах только 3-я дивизия ВМС США потеряла 57 танков M48

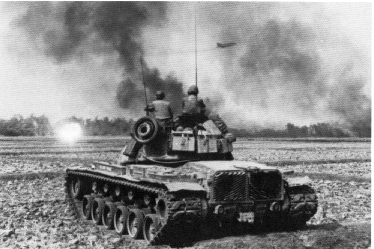
Американский M48A3 в Сайгоне

Американские подразделения, имевшие танки M48:
- Рота A 1-го полка армии США (придана 23-й пехотной дивизии): август 67 — апрель 72
- Рота B 1-го полка армии США (придана 4-й пехотной дивизии): август 67 — октябрь 70
- Рота A 4-го полка армии США (придана 1-й пехотной дивизии): октябрь 65 — апрель 70
- Рота C 4-го полка армии США (придана 25-й пехотной дивизии): февраль 66 — апрель 70
- Рота C 5-го полка армии США (придана 9-й пехотной дивизии): январь 67 — октябрь 70
- Рота A 10-го полка армии США (придана 4-й пехотной дивизии): сентябрь 66 — ноябрь 71
- Рота A 11-го бронетанкового полка армии США: сентябрь 66 — март 71
- Рота B 11-го бронетанкового полка армии США: сентябрь 66 — апрель 72
- Рота C 11-го бронетанкового полка армии США: сентябрь 66 — март 71[44]
- 2-й батальон 34-го бронетанкового полка армии США (придан 25-й пехотной дивизии): август 66 — декабрь 70[45]
- 1-й батальон 69-го бронетанкового полка армии США (придан 4-й пехотной дивизии): март 66 — апрель 70[46]
- 1-й батальон 77-го бронетанкового полка армии США (придан 5-й пехотной дивизии): июль 68 — июль 71[47]
- 1-й танковый батальон КМП США: март 66 — март 70
- 3-й танковый батальон КМП США: март 65 — октябрь 70
- 5-й танковый батальон КМП США (без 3-й роты): июль 67 — ноябрь 69[48]

Штатный состав роты включал 17 танков M48, батальона — 57 танков M48, 11-го полка — 132 танка M48.
 В бою 
Изначально новые танки планировалось испытать в ограниченном количестве в составе сухопутных войск. Несмотря на это, моряки первыми привезли танки во Вьетнам в марте 1965 года. Первые боевые столкновения произошли летом. Первой крупной операцией с участием M48 стала операция «Старлайт». В ходе неё был разгромлен батальон северовьетнамской пехоты, из 12 задействованных танков 7 были выведены из строя. Из них согласно американским данным, в том числе официальным, 6 M48 были подбиты и 1 был уничтожен, с другой стороны, согласно заявлениям Никольского все 7 танков были возвращены в строй. Вьетнамцы же, возле холма, где произошёл бой, выставили танк M48 с оторванной башней, который участвовал в том бою. К концу 1965 года 3-й танковый батальон КМП США имел во Вьетнаме 65 линейных M48 и 12 огнемётных M67.
В сентябре 1966 года во Вьетнам прибыл 2-й батальон 34-го бронетанкового полка. Во время проведения первой крупной операции в составе 1-й пехотной дивизии сразу 34 танка M48A3 застряли в грязи, что составляло больше половины машин, операция была временно приостановлена.
2 декабря 1966 года американская колонна под прикрытием 1-й роты 11-го бронетанкового полка в районе Сой Ката попала в засаду 275-го пехотного батальона северовьетнамцев. Огнём танков M48 и ACAV северовьетнамцы были разбиты, потеряв 93 человека убитыми, и отступили.
31 декабря 1967 года конвой из 60 грузовиков под прикрытием 11 единиц бронетехники (2 танка M48 роты C 5-го полка, 8 БТР ACAV и 1 миномётная установка) не доехав до лагеря «Blackhorse» попал в засаду пехоты. В течение 10 минут машины эскорта были разбиты огнём Вьет Конга: выведены из строя оба танка, семь ACAV и миномётная установка, 42 американца были убиты и ранены. Вьет Конг потерь не понёс (ни убитыми, ни ранеными).
В начале 1968 года несколько сотен американских M48 участвовали во время новогоднего наступления. Наиболее крупные сражения с участием «Паттонов» произошли за Кхесань, Хюэ, Лонгвинь и Сайгон. Во время обороны опорного пункта Кхесань участвовало пять танков M48. В Хюэ совместно с южновьетнамскими M24 и M41 оборонялись два M48 и два M67. «Паттоны» сыграли решающую роль в этом тяжёлом сражении. Один M48 был уничтожен. В ходе наступления ДРВ и южновьетнамские партизаны впервые стали массово использовать новейшие противотанковые гранатомёты РПГ-7, что привело к большим потерям среди танкистов, особенно у бензиновых M48A1. Как указывал полковник армии США Фредерик Ольдинский, служивший во Вьетнаме инструктором, если гранаты РПГ-2 в большинстве случаев броня M48 выдерживала, то попадание из РПГ-7 в любую точку танка пробивало броню. Зафиксирован случай, когда один танк за день получил 19 попаданий и два его экипажа были выведены из строя, но он оставался боеспособен.
15 августа 1968 года «Паттоны» нанесли противнику одно из самых тяжёлых поражений, когда во время рейда 10 танков обнаружили северовьетнамский батальон, солдаты которого в этот момент завтракали. За один день на счёт американских танкистов было записано 189 убитых солдат противника и ещё 70 убитых предположительно, собственные потери составили два танка повреждёнными на минах, потерь личного состава не было.
В январе 1969 года средние M48 «Паттон» стали заменяться лёгкими танками M551 «Шеридан», американские танкисты крайне отрицательно восприняли эту замену, так как «Шериданы» не обеспечивали надёжной защиты экипажа от РПГ и мин, в отличие от M48.
В 1968 году зафиксирован случай уничтожения одного ПТ-76 американским M48. 3 марта 1969 года возле Бен Хета произошёл единственный танковый бой между американскими M48 и северовьетнамскими танками. Опорный пункт обороняемый 5 «Паттонами» 69-го батальона был атакован ротой из 8 лёгких танков ПТ-76 202-го полка. В ходе непродолжительной перестрелки два ПТ-76 и один M48 были подбиты, после чего северовьетнамцы отошли.
Максимальное число танков M48 было достигнуто в середине 1968 года, когда прибыли все подразделения. Армия США имела более 400 танков M48, КМП США имели более 150 танков M48, всего примерно 600 машин.
С 1965 по 1968 год США из за боевых повреждений безвозвратно потеряли 120 «Паттонов». С 1969 по 1972 M48 использовались куда меньше (были заменены M551) и безвозвратные потери составили 3 M48A3, возможные потери «Паттонов» других модификация в этот период неизвестны. Это даёт потерю не меньше 123 M48. Известно что всего в ходе всей войны США потеряли около 350 танков, однако сколько из них были M48 неизвестно.
Южновьетнамские подразделения, имевшие танки M48:
- 20-й танковый полк (батальон) 1-й танковой бригады.
- 21-й танковый полк (батальон) 2-й танковой бригады.
- 22-й танковый полк (батальон) 3-й танковой бригады.
- Учебный танковый батальон.

Штатный состав полка (батальона) включал 57 танков M48.
 В бою 
Незадолго до ухода американцев, во время операции Lam Son 719, прошло первое крупное использование бронетехники южновьетнамцами (лёгкие танки M41), которое завершилось полным разгромом южновьетнамской бронетехники. Американские M48 в ней осуществляли прикрытие на границе безорганизованно отступающей южновьетнамской армии. Выяснив, что танки M41 не в состоянии противостоять Т-54, генерал Крейтон Абрамс приказал вооружить один южновьетнамский полк средними танками M48A3. 54 M48A3 было передано южновьетнамцам, которые встали на вооружение 20-го батальона 1-й танковой бригады. При этом в SIPRI указано, что в 1971 году Южный Вьетнам получил 107 танков M48, но если это было так, то такие танки должно было получить ещё одно южновьетнамское подразделение.

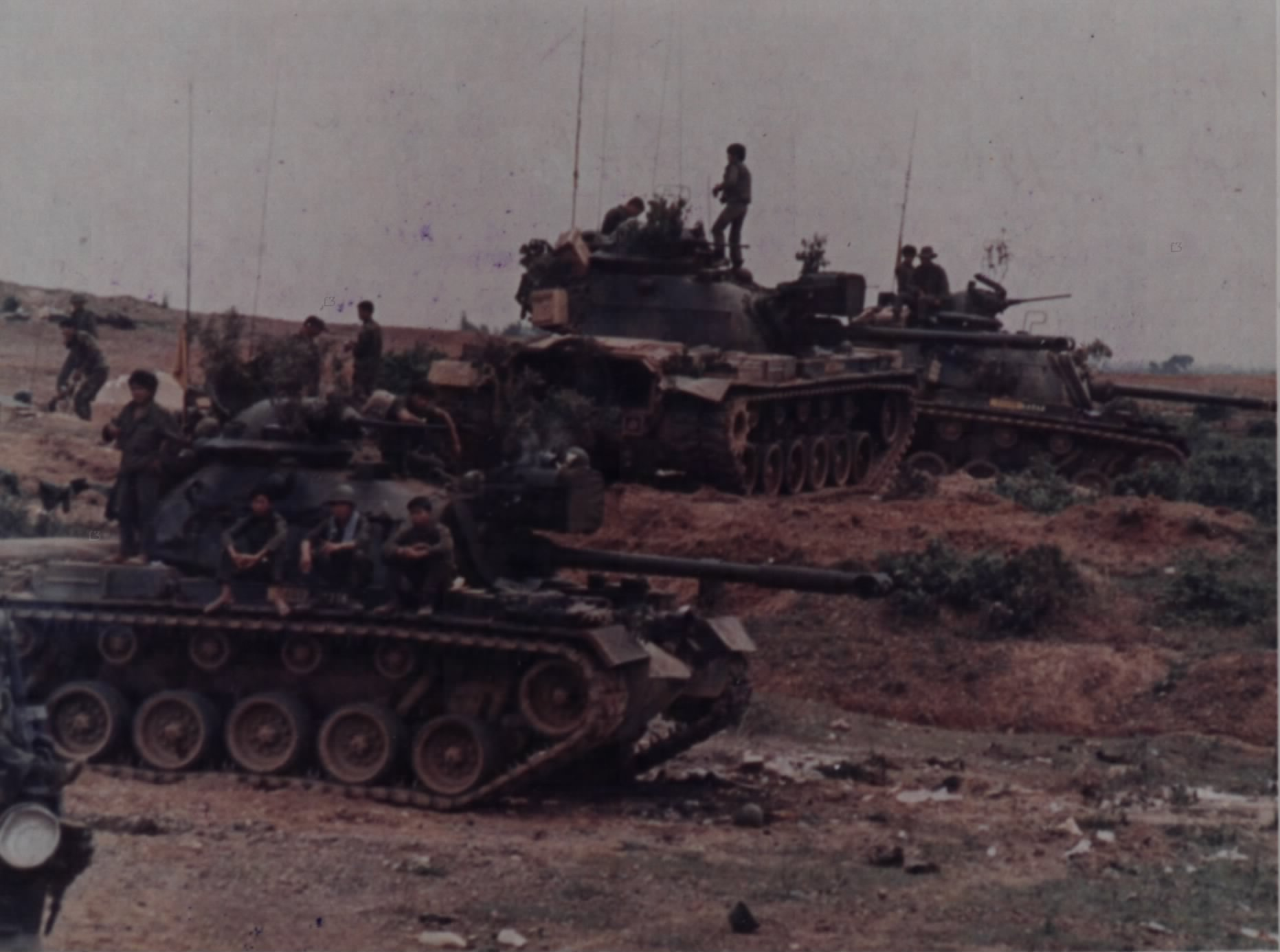
Южновьетнамские M48 20-го батальона держат линию обороны возле реки Донг Ха 10 апреля 1972. Батальон смог на некоторое время задержать северовьетнамцев, прежде чем 27 апреля произошёл инцидент с паническим бегством пехоты. К 2 мая 20-й батальон танков М48 был в полном составе уничтожен

В ходе «Пасхального» наступления в 1972 году Южный Вьетнам имел 20-й танковый батальон, в котором к этому времени в боеспособном состоянии оставалось 42 «Паттона» из 54. Ему удалось на некоторое время приостановить наступление северян, заняв 2 апреля оборону вдоль реки Куа Вьет. Танки батальона из засады расстреляли несколько колонн бронетехники северян. 27 апреля, когда оставшиеся танки батальона стали отходить на юг для перегруппировки, батальон южновьетнамских солдат принял их движение за отступление и в панике разбежался, побросав личное оружие, и фактически без боя сдав линию обороны. 2 мая Куанг Три пал, в 20-м батальоне к этому времени ни осталось ни одного танка. Десятки «Паттонов» батальона были уничтожены огнём Т-54. Как рассказывали в штабе, батальоном было уничтожено более 90 Т-54 и ПТ-76. В связи с потерей Южным Вьетнамом всех своих M48, США, начиная с 4 мая, самолётами C-5A Galaxy поставили южанам ещё 120 M48A3 в мае 1972 года, 72 — в октябре, 59 — в ноябре и ещё несколько в другое время.
Всего по состоянию на 15 декабря 1972 года Южный Вьетнам получил из США 329 танков M48A3 (по данным Van Khuyen Dong). С января 1973 по июль 1974 г. США поставили во Вьетнам 16 танков M48 (по данным GAO), что даёт в сумме 345 поставленных M48 для АРВ, информации о поставках после июля 1974 найти не удалось. Стоит заметить, что в докладе американского конгресса на 1975 год говорится о поставке 343 M48 для АРВ за всё время сотрудничества.
В конце января 1973 года южновьетнамцы при поддержке бронетехники попытались отбить у северян порт Куа Вьет. Наступление вели 7-я (M41), 17-я (M41) роты и 20-й (M48) танковый полк Южного Вьетнама. 20-й полк, хотя и смог захватить небольшую полосу вдоль берегу реки, понёс тяжёлые потери от огня одного ПТ-76 и двух Type-63 с ПТРК «Малютка», которые нанесли фланговый удар из засады. В результате боя пять M48 было сожжено от попаданий танковых снарядов ПТ-76 в борта, прежде чем сам танк северовьетнамцев был уничтожен, несколько M48 было уничтожено противотанковыми ракетами и РПГ (один Type-63 был уничтожен ответным огнём), вдобавок 3 исправных M48 было брошено при отступлении. Прибывший на помощь северянам Т-54 уничтожил ещё два M48, ведя огонь по отступающему противнику. После этого разгрома южновьетнамцы уже больше не совершали попыток захватить порт Куа Вьет.
Следующий известный танковый бой 1973 года произошёл в марте на территории провинции Контум. Южновьетнамские M48 21-го батальона 2-й бригады вели наступление с целью расширения плацдарма на север вдоль дороги к Дак То и освобождения некоторых окружённых гарнизонов. Северный Вьетнам в этом районе имел танки Т-54 2-го батальона 273-го полка. После того как «Паттоны» смогли захватить несколько возвышенностей, обороняемых стационарными орудиями, они были контратакованы 12 танками Т-54. В ходе танковых дуэлей огнём «пятьдесятчетвёрок» по западным данным было уничтожено три M48, без собственных потерь от танкового огня. Авиация Южного Вьетнама помогла уцелевшим «Паттонам» отступить на исходные позиции, но контратакующие северовьетнамцы продвинулись вперёд и захватили гарнизон Чу Нгхе.
К концу января 1973 года АРВ имела M48 на вооружении трёх танковых полков: 20-го, 21-го и 22-го.
По состоянию на апрель 1974 года по оценке ЦРУ Южный Вьетнам имел 600 танков и 1800 орудий. Северный Вьетнам располагал 600 танками и 350 орудиями.
По состоянию на январь 1974 года Южный Вьетнам располагал 277 танками M48A3:
- MR1: 20-й полк 1-й бригады — 54 M48, 53 боеспособны.
- MR2: 21-й полк 2-й бригады — 54 M48, из них 47 боеспособен.
- MR3: 22-й полк 3-й бригады — 56 M48, из них 54 боеспособных; учебный батальон — 11 M48, все боеспособны.
- В резерве/ремонте — 88 M48[86].

По состоянию на июль 1974 года Южный Вьетнам располагал 288 танками M48A3:
- MR1: 20-й полк 1-й бригады — 55 M48, 54 боеспособны.
- MR2: 21-й полк 2-й бригады — 61 M48, из них 52 боеспособен.
- MR3: 22-й полк 3-й бригады — 59 M48, из них 53 боеспособных; учебный батальон — 11 M48, 10 боеспособных.
- В резерве/ремонте — 102 M48[87].

По состоянию на октябрь 1974 года Южный Вьетнам располагал 271 танком M48A3:
- MR1: 20-й полк 1-й бригады — 54 M48, все боеспособны.
- MR2: 21-й полк 2-й бригады — 54 M48, из них 51 боеспособен.
- MR3: 22-й полк 3-й бригады — 54 M48, из них 50 боеспособных; учебный батальон — 10 M48, все боеспособны.
- В резерве/ремонте — 99 M48[88].

В середине 1974 года южновьетнамские «Паттоны» участвовали в сражениях в районе «Железного треугольника» под Сайгоном, северовьетнамцев ценой больших потерь удалось разбить. Только за три последних дня июня было уничтожено 11 M48.
В начале 1975 года по данным Пентагона у Южного Вьетнама оставалось около 250 танков M48A3 и около 300 M41, также небольшое число трофейных имели северовьетнамцы (по заявлениям западного исследователя Александра Гиллеспая, у южан в 1975 году было 600 танков M48; если сравнить это с данными Пентагона, то скорее всего в это число включены танки M41). В марте северяне начали последнее наступление, в котором северовьетнамские Т-54 и трофейные M48 сражались с южновьетнамскими «Паттонами». 24 марта во время сражения за Хыонгдьен произошёл танковый бой M48 с устаревшим Т-34-85. В результате боя «Паттон» сгорел. Известен случай, когда во время боя за Буонметхуот один южновьетнамский M48 был выведен из строя во время дуэли с Т-54 (б/н 985, командир Май Ван Хоат), южновьетнамский водитель резко сдал назад, чтобы избежать столкновения с таранившим его Т-54 и «Паттон» засыпало обрушившимся зданием, в которое он въехал задом. 30 апреля северовьетнамские «Паттоны» 202-го бронетанкового полка участвовали во взятии Сайгона. Все 250 южновьетнамских M48 были потеряны, часть из них досталась противнику в качестве трофеев. Например, в районе провинции Контум (MR 2) южновьетнамские танкисты в полном составе бросили 21-й батальон танков M48. 30 апреля 1975 года в одном из последних танковых боёв войны M48 уничтожил один северовьетнамский Т-54 в Сайгоне.
Таким образом, за всю войну США и Южный Вьетнам по минимальной оценке безвозвратно потеряли около 500 танков M48. Батальон трофейных танков M48A3 Северный Вьетнам передал ГДР, где из них было сформировано диверсионное спецподразделение. Советскому Союзу вьетнамцы передали по меньшей мере один M48, ещё один был передан Кубе.

### Шестидневная война
Подразделения, имевшие танки M48:
Израиль:
- 7-я бронетанковая бригада, командир — полковник Шмуэль Гонен (Shmuel Gonen, всего в бригаде 131 танк, в том числе 66 М48А2).
- 46-й танковый батальон, командир — подполковник Ури Барон (Uri Baron, 15 М48А3 и 36 М48А2)[101][102].

Иордания:
- 40-я танковая бригада, командир — полковник Ракан Анад Джази (Rakan Anad Jazy):
- 2-й танковый батальон, командир — подполковник Салех Абдулла Сухаир (Saleh Abdullah Suhair).
- 4-й танковый батальон, командир — майор Мерзук Аашви (Merzouk Aashwi).
- 60-я танковая бригада, командир — принц-полковник Шариф Зейф бин Шакир (Sherif Zeif bin Shakir):
- 3-й королевский танковый полк, командир — подполковник Алави Джаррад (Alawi Jarrad).
- 5-й королевский танковый полк, командир — майор Калеф Аввад (Kalef Awwad)[103].

Всего в составе 40-й и 60-й танковых бригад Иордания задействовала на западном берегу около 170 танков M48.
В бою
Ещё одним крупным конфликтом, в котором участвовали танки M48, стали арабо-израильские войны. 5 июня 1967 года началась Шестидневная война. В ходе войны арабы задействовали больше «Паттонов», чем израильтяне (250 танков M48 «Паттон», включая 117 боеготовых, имел Израиль, и 297 M48, включая 170 боеготовых, имела Иордания). Все боеготовые M48 (102 M48A2 с 90-мм пушками и 15 M48A3 с 105-мм пушками) использовались на египетском фронте. Все подразделения израильских M48 входили в состав 84-й бронетанковой дивизии (около 250 танков) под командованием генерала Исраэля Тала. Их задачей было наступление на северном участке Синая по направлению к Рафаху, который обороняла 7-я пехотная дивизия египтян (100—150 танков, в том числе 40 тяжёлых ИС-3).
В бою 5 июня за железнодорожную станцию и город Рафах экипажи израильских M48 дрались с египетскими Т-34-85 и тяжёлыми ИС-3 из состава танковых подразделений 7-й египетской пехотной дивизии. При продвижении к городу не менее шести M48 подорвалось на минах. Лобовую атаку передового отряда 7-й бронетанковой бригады полковника Гонена в составе двух рот «Центурионов» египтяне смогли отбить, тогда батальон М48 под командованием майора Эхуда Элада обошёл Рафах и нанёс удар двумя колоннами. 90 мм снаряды не смогли пробить лобовую броню ИС-3 на нормальных дистанциях боя. В итоге израильтяне использовали преимущества мобильности и скорострельности средних M48. Потерей нескольких «Паттонов» израильтянам удалось отбросить арабов с северной окраины города и устремиться к населённому пункту Эль-Ариш. В ход сражения вмешался генерал Тал. Он не стал дожидаться резервов и принял рискованное решение — оставшиеся «Центурионы» вновь пытаются атаковать вдоль шоссе, а батальон «Паттонов» обходит позиции арабов с юга. В тяжёлом бою за Джиради M48 сумели одержать победу. Все, без исключения, «Паттоны» батальона получили попадания снарядов или миномётных мин, командир батальона погиб. Батальон «Паттонов» Ури Барома в бою за Рафахский перекрёсток уничтожил около дюжины египетских Т-34-85 и 15 ИС-3М Всего на египетском фронте было выведено из строя 50 израильских M48: 39 из 102 M48A2 и 11 из 15 M48A3..
В это время израильская армия атаковала иорданские позиции в Иерусалиме. Израильским «Центурионам», «Шерманам» и лёгким AMX-13 противостояли 40-я и 60-я танковые бригады Иордании. По данным С. Залоги в течение первого дня 60-я бригада потеряла от израильских авианалётов больше половины от задействованных танков (по данным К. Поллэка иорданцы списывали на израильскую авиацию все свои неудачи в войне; после войны американские военные провели исследование, показавшее, что действия ВВС Израиля привели к потере менее 2 % всех арабских танков). На второй день в бригаде осталось только шесть машин. В 40-й бригаде осталось только восемь от задействованных танков, погибло 79 и ранено более 320 танкистов, но ей удалось уничтожить значительное количество израильской бронетехники. Около 100 M48 было захвачено Израилем, который принял большинство из них на вооружение (по утверждениям израильтян, всего арабы потеряли 129 танков M48, из которых 106 машин встали в израильский строй). Израильтяне потеряли 112 танков и не меньшее количество других бронемашин, по большей части от огня M48 и M47.

### Война на истощение
Почти сразу после окончания Шестидневной войны в начале июля 1967 года два израильских M48 было уничтожено египетскими ПТУР «Шмель»
.
В декабре 1967 года иорданский БРЭМ на базе танка M48 был выведен из строя на границе в результате удара израильских штурмовиков Mystere.
21 марта 1968 года состоялось крупнейшее танковое сражение в ходе войны на Истощение. Иордания в нём задействовала 60-ю бронетанковую бригаду (3-й и 5-й полки), в числе около 100 танков M47/48, израильтяне задействовали 3 танковых батальона: 9-й и 82-й «Центурионы» и 268-й «Супер-Шерман». В ходе столкновений с израильской армией 60-я бригада потеряла 33 «Паттона» выведенными из строя, из которых 2 было захвачено израильтянами, 11 уничтожено и 20 подбито. Израильтяне потеряли 31 танк выведенным из строя, из которых 3 «Центуриона» и 1 «Супершерман» были захвачены иорданцами.
4 апреля 1969 года взвод израильских M48 из состава 46-го батальона в районе опорного пункта Пьер обстрелял порт египетского города Суэц. Одному из танков удалось 90-мм снарядами с расстояния более 5 км поразить египетский дизельный теплоход производства ФРГ M.V. Sad El Furat (13235 брт). На борту теплохода начался пожар, в результате которого корабль сел на мель. Это был один из самых больших кораблей, уничтоженных танковым огнём.
20 апреля 1969 года взвод израильских танков M48 был направлен для уничтожения египетской вышки корректировки артиллерийского огня к северу от Суэца. С 21-го выстрела вышку удалось поразить.

### Чёрный Сентябрь
В ходе гражданской войны в Иордании правительственные «Паттоны» вели бои с палестинцами. Для зачистки столицы, Аммана, королевские силы задействовали 60-ю танковую бригаду (M47/48), 4-ю механизированную дивизию (БТР M113) и 1-ю пехотную дивизию. У палестинцев в столице имелось также несколько танков неизвестных типов.
17 сентября 1970 года 60-я бригада начала наступление. Использование танков без адекватной поддержки пехоты в городских условиях привело к значительным потерям от огня РПГ советского производства. Утром 19 сентября палестинцы отбили атаку «Паттонов», при этом заявив об уничтожении десяти из них. Война закончилась победой правительственных сил и изгнанием палестинцев, но вместо запланированных двух суток операция продлилась 10 месяцев.

### Индо-пакистанская война 1971 года
Во время Индо-пакистанской войны 1971 года пакистанские M48 снова встретились в бою с индийскими танками. Около 150 таких танков имелись только в Западном Пакистане.
Участвовали в крупнейшем танковом сражении третьей индо-пакистанской войны — битве за Шакаргархкский выступ. Танкам «Паттон» 8-й бронетанковой бригады ставилась задача остановить индийские танки 2-й бронетанковой бригады на южном фланге у Найнакота, а на северном в направлении реки Басантар остановить индийскую 16-ю танковую бригаду.
Первый крупный танковый бой с участием M47/48 произошёл 10-11 декабря. В ходе штурма Найнакота индийские танки Т-55 14-го полка вели танковые бои с «Паттонами» 33-го полка. Индийцам удалось захватить и удержать Найнакот. От огня индийских танков пакистанцы потеряли не менее девяти «Паттонов», при этом ни одного индийского танка не было уничтожено.
16-я бронетанковая бригада (танки «Центурион») начала наступление в направлении реки Басантар 10 декабря. В ночь с 10 на 11 декабря индийцы захватили комплекс Дехлра-Чакра, было уничтожено и захвачено шесть «Паттонов». 16 декабря пакистанские «Паттоны» 8-й бронетанковой бригады провели несколько контратак с целью помешать захватить плацдарм индийскими войсками на берегу реки. В ходе решающего боя трём индийским «Центурионам» удалось выдержать удар двух рот танков M47/48. Только за этот день пакистанцы потеряли 46-48 «Паттонов». Утром пакистанцы вновь провели контратаку силами танкового полка, индийский пехотный батальон при поддержке роты танков («Центурион») отбил атаку, уничтожив около 30 «Паттонов».
Сколько всего потеряли пакистанцы во время боёв у Шакаргарха, точно неизвестно, по отрывочным сведениям около 90 танков, в основном M48, индийские потери составили 23 танка, из них 10 безвозвратно. В этот же день война закончилась.

### Война Судного дня
К началу войны Судного дня на вооружении армии Израиля имелось 445 танков M48 «Магах», все модернизированные со 105 мм пушками и дизельными двигателями.
Подразделения, имевшие танки M48:
Израиль:
- 14-я бронетанковая бригада под командованием полковника Амнона Решефа[англ.]:
  - 9-й танковый батальон под командованием Йом-Тов Тамира (34 M48).
  - 52-й танковый батальон под командованием Имануэля Сакала (32 M48).
  - 184-й танковый батальон по командованием Шауля Шалева (22 M48).
- 401-я бронетанковая бригада под командованием полковника Дана Шомроня:
  - 46-й танковый батальон под командованием Давида Шувалова (28 M48).
  - 79-й танковый батальон под командованием Соломона Нитцана (25 M48).
  - 195-й танковый батальон по командованием Узи Лев-Цура (32 M48)[134].
- 421-я бронетанковая бригада под командованием полковника Хаим Ереза:
  - 257-й танковый батальон под командованием Шимон Бен Шушана (? M48).
  - 264-й танковый батальон под командованием Гиора Лева (28 M48)[135].
  - 599-й танковый батальон по командованием Ами Морага (? M48).
- 196-й танковый батальон 460-й бронетанковой бригады под командованием п/п-ка Амрама Мицны (51 M48A3 и 15 M60A1)[134].
- 19-й танковый батальон 204-й механизированной бригады под командованием п/п-ка Хаима Адини.
- 100-й танковый батальон под командованием п/п-ка Эхуда Барака (26 M48, батальон создан в ходе войны 12 октября).

С арабской стороны танки M48, также модернизированные, использовала Иордания, перед войной США восстановили численность иорданских «Паттонов» до 283 машин.
В бою
3 октября 252-я дивизия получает распоряжение о порядке действий по тревоге. 4 октября 252-я дивизия получает информацию о массовом сосредоточении египетских войск у западного берега Суэцкого канала. В момент начала войны Израиль в первом эшелоне обороны в составе 252-й дивизии располагает 224 танками M48, 44 «Центурионами» и 15 M60. Первая штурмовая группа египтян насчитывала 4000 солдат, под прикрытием танков, БРДМ и орудий на западном берегу.
6 октября Египет начал наступление, основной удар на себя приняли бригады 252-й бронетанковой дивизии, вооружённой по большей части танками M48. У израильтян было 6 с половиной часов до того, как египетские инженеры проделают проходы в песчаной насыпи и в бой пойдут египетские танки. В первые минуты войны штаб 9-го танкового батальона в Белюзе был уничтожен крылатой ракетой с египетского Ту-16. Египтянами была отбита контратака 14-й бронетанковой бригады, единственной находившейся вблизи канала. После столкновений с египетской пехотой, вооружённой РПГ-7, ПТУР «Малютка» и БРДМ к утру в бригаде осталось только 14 танков из 54, погибло 82 танкиста и солдата. 401-я бригада попала в засаду 18-й египетской пехотной дивизии и танков Т-62 15-й бригады, и к утру в ней осталось 23 боеспособных танка из 104. В районе Большого Горького озера израильские M48 14-й бригады смогли приостановить наступление 130-й амфибийной бригады, израильские танки подбили до 25 ПТ-76 и БТР-50. Основной задачей израильских «Паттонов» была оборона 16-ти опорных пунктов. Так, несколько взводов израильских M48 были отправлены для обороны форта Лахтзанит. Египетской пехоте удалось захватить крепость, подбив два «Паттона». Немногим позже египтяне подбили ещё три M48, ведя огонь уже из захваченной крепости. Следующая колонна попала под огонь двух египетских танков на другой стороне канала и вынуждена была отступить. К концу 6 октября 252-я дивизия потеряла 50-60 танков, а к утру 7 октября потери этой дивизии возросли до 173 танков, по большей части M48, и 345 человек личного состава погибшими. Египтяне за этот же период потеряли всего 20 танков из 850 форсирующих канал и 280 человек погибшими. Разгромленная 252-я дивизия была переведена в полосу наступления 3-й армии, 460-я бригада была передана в состав 162-й дивизии и 14-я в 143-ю. Из за этого в дивизии осталось всего около 30 боеспособных танков, но в её состав были включены резервные 164-я бригада (танки «Центурион») и 875-я (танки «Супер-Шерман»).
8 октября израильские «Паттоны» 14-й и 460-й бригад вели танковое сражение в районе Кантары, а 252-я дивизия целый день получала подкрепления 164-й и 875-й бригад. При этом в полосе наступления 2-й армии израильтяне были разгромлены, а в полосе наступления 3-й армии M48 401-й бригады показали себя неплохо. 9 октября 421-я бригада атаковала египетские позиции возле «Китайской фермы». Там она попала под сосредоточенный огонь Т-54 и Т-55 24-й бригады, потеряла 36 танков и вынуждена была отступить. В этот день 143-я дивизия Шарона потеряла около 50 танков M60 и M48. Погиб командир 184-го батальона Шауль Шалев. К концу 9 октября из 16-ти укреплённых пунктов первой линии Бар-Лева израильтяне потеряли 14.
За неделю боёв в Синае Израиль потерял 610 танков, в основном M48, египтяне потеряли 240 танков, в основном Т-55.
Днём 13 октября снарядом египетского танка ПТ-76 был убит командир 252-й дивизии генерал Адам Мандлер, находящийся в это время в бронетранспортёре M113. 14 октября M48 и M60 14-й бригады 143-й дивизии остановили наступающие египетские Т-55 1-й бригады, подбив 40 или 50 Т-55 при потере восьми M60 и двух M48 подбитыми. «Паттоны» 421-й бригады при поддержке пехоты остановили Т-55 3-й бригады египтян, было подбито несколько десятков египетских танков при потере двух израильских M48.
15 октября Израиль решил пойти на прорыв к Суэцкому каналу через «Китайскую ферму» с целью навести мост на другой берег. На прорыв египетской 21-й бронетанковой дивизии пошли 440 израильских танков 143-й и 162-й дивизий. Это была самая массированная и мощнейшая контратака, были задействованы примерно две трети от всех танков, оставшихся в Синае. На их пути стояло 136 египетских танков Т-55 21-й дивизии. Решающая битва Судного дня началась вечером 15 октября. В авангарде наступления на прорыв пошли 97 израильских танков (53 M60 и 44 M48) 14-й бригады. У деревни аль-Галаа в двух столкновениях с ротой из 11 египетских Т-55 1-й бригады израильтяне уничтожили два египетских танка, потеряв около 25 своих M48 и M60. К 4 часам ночи 16 октября 14-я бригада потеряла 56 танков из 97, включая 27 M48. За первые четыре часа был убит каждый третий израильский танкист, участвующий в атаке (из них 79-й батальон потерял 16 танков M48 из 22 и 184-й потерял 11 танков из 21). Некоторым израильским подразделениям удалось подойти к каналу. К 7 утра 28 израильских танков M48 (14 257-го и 14 264-го батальона) 421-й бригады форсировали канал на понтонах Gillois. После форсирования танки 257-го батальона были разделены между 264-м батальоном и 247-й пехотной бригадой, 257-й батальон перестал существовать как соединение. К 9 утра 16 октября в 14-й бригаде осталось всего 27 танков, и она отступила к форту Лакекан для восполнения потерь. 264-му батальону удалось разгромить механизированный батальон египтян, было подбито 12 танков Т-55 и около 20 бронетранспортёров. Была открыта дорога к установкам ЗРК египетской 106-й бригады ПВО. Обороняясь, египетские зенитчики пробовали запускать ракеты С-75 по израильским танкам, но успеха не добились. Танками M48 были разгромлены 4 комплекса ЗРК. В 6 часов вечера к 14-й бригаде были присоединены M48 599-го батальона и M60 409-го батальона, что восстановило численность 14-й бригады до 81 танка. К утру 17 октября 162-я и 143-я израильские дивизии, ценой огромных потерь (96 танков), смогли прорвать позиции 21-й египетской дивизии. В течение 17 октября израильские «Паттоны» массово переправлялись на западный берег. Командирский M48 Решефа участвовал в отражении атаки египетских Т-62 25-й бригады (это был единственный M48 в этом бою). Переправу израильские танки проходили под мощным огнём египтян, в результате в Суэцком канале утонуло несколько десятков израильских танков. Лишь наутро 18 октября танковые сражения возле «Китайской фермы» пошли на спад. Великая танковая битва продлилась почти трое суток. Катастрофические последствия сражения будут убирать ещё несколько недель. Более 400 сгоревших, сдетонировавших и утонувших танков усеяли небольшой клочок земли от фермы и до Суэцкого канала, 1500 убитых танкистов и солдат усеяли ферму, ещё несколько сотен были убиты на переправе и в горах на севере. Израильские генералы позже назовут это танковое сражение самым жестоким из когда-либо произошедших после Второй мировой войны.
Днём 18 октября на другой берег перешли все M48 421-й бригады (в каждом из трёх батальонов осталось меньше роты танков). К юго-востоку от Исмаилии 421-я бригада взяла н.п. Гешира, который обороняли лишь несколько египетских танков и артиллерийская батарея. Несколько южнее израильские «Паттоны» уничтожили египетский ЗРК № 6321.
19 и 20 октября попытки израильтян продавить южный фланг 2-й египетской армии завершились неудачей (Миссури и Хамуталь), местность в районе «Китайской фермы» пополнили ещё несколько десятков сгоревших танков.
22 октября для усиления 252-й дивизии с Голанских высот была переведена 179-я бригада (танки «Центурион»). Перешедшие 14-я и 421-я бригады начали наступление на Исмаилию, 460-я — на Суэц. Египтяне потеряли город Фаид, танки успели уничтожить в тылу несколько батарей ПВО, но ни Суэц, ни Исмаилию взять не удалось.
Несколько израильских танков было уничтожено в послевоенных столкновениях.
В Октябрьской войне, также как и в Шестидневной, израильские M48 принимали участие только на египетском фронте. В общем итоге в Синае было подбито 860 египетских танков и 690 израильских (примерно половина из них были M48). Только 19 % подбитых израильских «Паттонов» подлежали восстановлению против 55 % у Т-55, которые были главными противниками израильских M48. Очень высокими были потери израильских танкистов. Только 14-я бригада потеряла 415 человек личного состава погибшими.
По израильским данным, Египет захватил 229 израильских танков, в том числе около 150 M48. Один трофейный модернизированный танк M48 со 105-мм пушкой и дизельным двигателем египтяне продали Великобритании для «Budge Tank Collection». Ещё один такой M48 № 109121 египтяне продали в США (изначально этот танк США поставили Иордании, потом его захватили израильтяне, потом у израильтян его захватили египтяне, которые и отправили его в США).

### Турецкое вторжение на Кипр

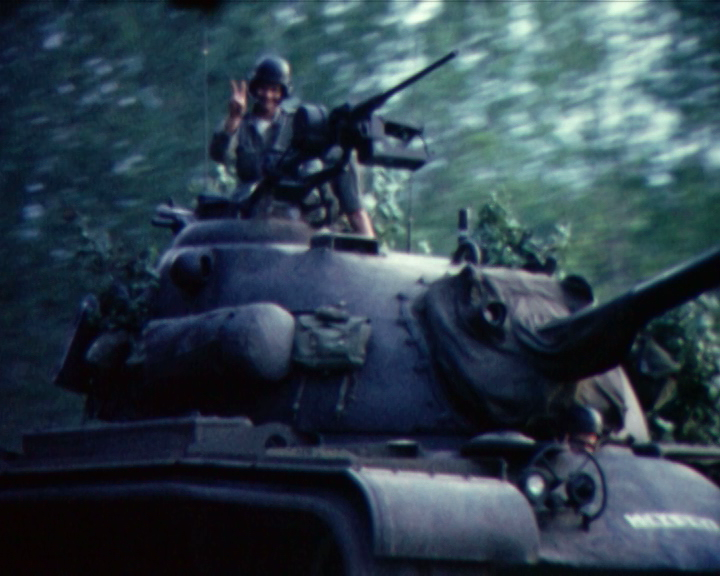
Греческий M48 движется на границу с Турцией. 1974 год

Во время вторжения на Кипр в 1974 году был задействован один турецкий батальон M48 из 5-й бронетанковой бригады в составе около 55 танков. Участвовали в двух крупных боях. 14 августа, при взятии Мия Милии, турецкие танки не понесли потерь из-за практического отсутствия у греков-киприотов противотанковых средств. В этот же день для штурма греческого полкового лагеря на севере Никосии была задействована рота танков в составе 17 M48. В этом случае, имея артиллерийскую поддержку, грекам-киприотам удалось отсечь турецкую пехоту от танков и отбить атаку. Один M48 получил попадание артиллерийского снаряда и взорвался. 16 августа турки предприняли вторую попытку штурма и задействовали две роты танков M48. Лагерь удалось окружить и захватить, однако при дальнейшем движении колонна танков была расстреляна из безоткатных орудий и четыре M48 сгорели на улицах Никосии.

### Ирано-иракская война
Иранские M48 участвовали в войне с Ираком. На начало войны у Ирана имелось 240 танков M48A5. Перед началом войны они имелись в Ширазе (несколько батальонов 37-й бронетанковой бригады), Курдистане (1-я бронетанковая бригада) и Хузестане (батальон 37-й бронетанковой бригады).
Танки M48 «Паттон» несли потери ещё до начала войны. С 10 по 13 сентября 1980 года Ирак провёл операцию «Аднан», в ходе которой занял анклав Саиф Саад, принадлежащий Ираку согласно Алжирским соглашениям. Иранская бронетехника была разгромлена, некоторое число танков M48 было брошено иранскими танкистами, и они достались Ираку как трофеи. Ещё один танк M48 иракцы захватили 18 сентября.
Основным сражением, в котором участвовали иранские M48, стала битва за Хорремшехр и Абадан. 10 октября 1980 года Ирак подошёл к подступам к городам. Хорремшехр и Абадан обороняли M48 из 37-й бригады и «Чифтены» из 92-й дивизии. Ирак в наступлении задействовал две бронетанковые дивизии, вооружённые Т-62 и Т-55. 14 октября иранские позиции атаковала иракская 23-я механизированная дивизия, M48 с лёгкостью смогли остановить бронетранспортёры, иракцы были отброшены с большими потерями. 24 октября пал Хорремшехр, и иранцы отошли к Абадану. К 21 сентября 1981 года иранцы потеряли в этом районе 250 танков, 37-я бригада была практически полностью уничтожена, потеряв около 150 M48, но Абадан иракцы так и не смогли взять.
Трофейные M48 Ирак принимать на вооружение не стал и в 1986 году продал большую их часть через ОАЭ по высокой цене назад Ирану. В 1988 году Ирак продал несколько трофейных M48 Иордании. Есть неподтверждённая информация, что Иран в ходе войны приобрёл 80 M48 у Греции, 80 у Вьетнама и несколько десятков у Пакистана.
Проблем с запчастями иранские M48 в ходе войны не испытывали, их Ирану в большом количестве поставляли Израиль, Южная Корея и Тайвань.

### Марокко
Марокко обладал тремя батальонами «Паттонов» в 1980-х и получил 114 M48 с 90 мм орудиями и 65 M48A5 со 105 мм орудиями. Эти танки принимали небольшое участие в боях с Полисарио.
Подробной информации о применении этих танков в Сахаре очень мало. Например, известно, что в ходе наступления Полисарио с 13 октября по начало ноября 1984 года было разгромлено несколько марокканских укрепрайонов, обороняемых танками. В результате боёв было уничтожено 13 танков M48 и SK-105.

### Ливанская война

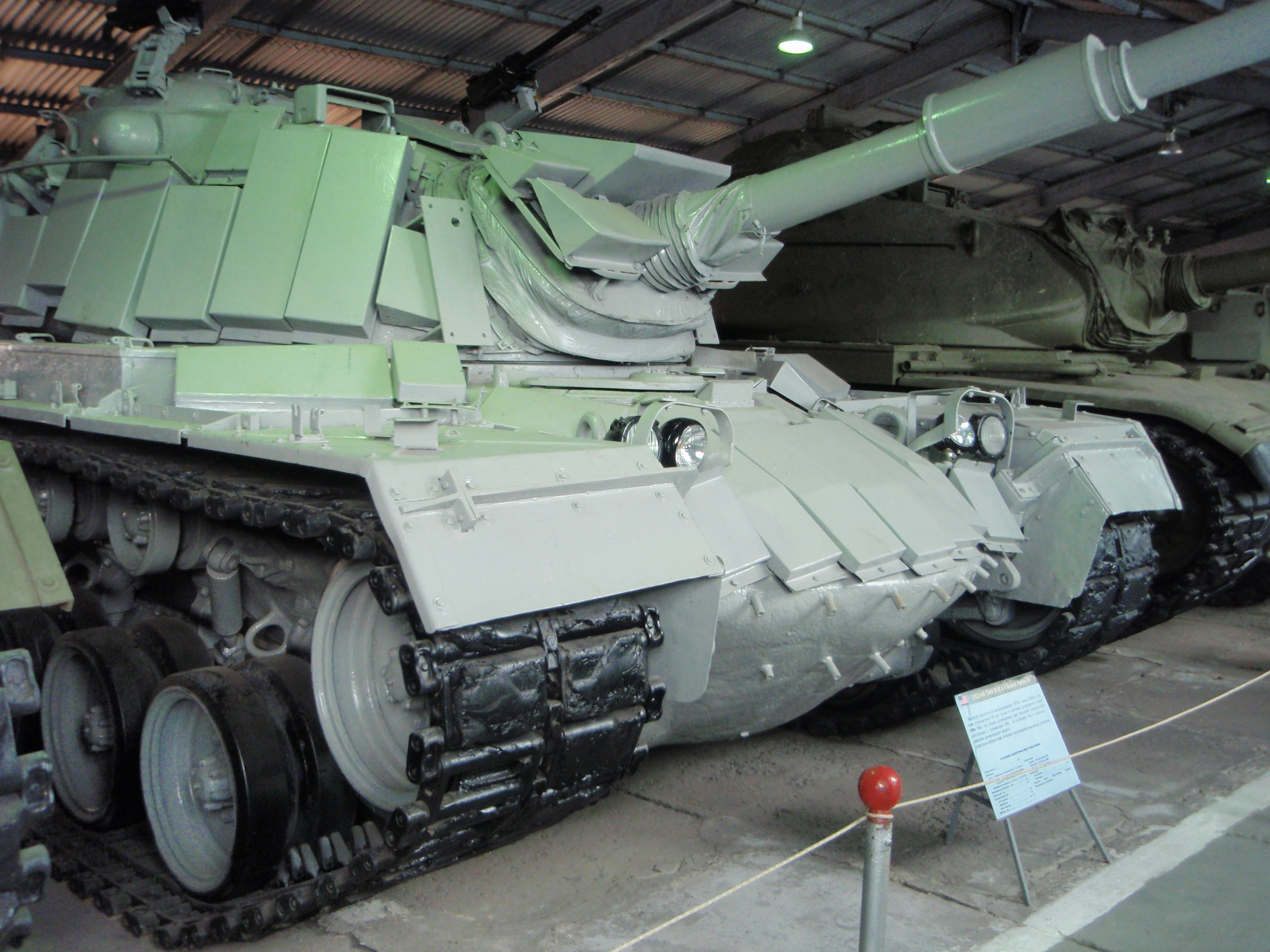
Израильский M48A3 «Patton III», усиленный динамической защитой. Захвачен сирийцами в ходе сражения у Султан-Якуб и передан СССР. Экспонировался в Бронетанковом музее в Кубинке

В июле 1958 года батальон M48 США участвовал в операции на территории Ливана. Было задействовано 87 танков M48, 15 в первой группе высадившихся и 72 — во второй.
В ходе войны 1982 года были задействованы около 200 израильских танков M48 «Магах» в составе шести батальонов, по три из 734-й и 943-й бронетанковых бригад 90-й резервной дивизии. На танки, кроме 105-мм орудий, была установлена динамическая защита. Тем не менее случаи уничтожения танков кумулятивными боеприпасами в ходе войны всё же имелись. Например, 9 июня из РПГ-7 был уничтожен M48 360-го батальона, погибли три из четырёх членов экипажа.
Известный бой с их участием произошёл 10 июня, когда израильское командование отправило войска для преследования ошибочно принятых за отступающие частей 1-й сирийской дивизии. 362-й батальон с танками M48A3, которой пытался преследовать сирийцев, к полуночи 10 июня попал в засаду возле Султан-Якуб и потерял большую часть своих сил, спешившие на помощь 363-й батальон и части 880-й дивизии также понесли потери. В ходе боя израильтяне безвозвратно потеряли восемь танков M48A3, четыре из которых были захвачены сирийцами. Лишь 10 бронемашин из 362-го батальона вырвались из засады неповреждёнными. Один из захваченных «Магахов» позже проехал в составе сирийского парада в Ливане, ещё один был подарен Советскому Союзу.
В 1983 году около 100 M48 США поставили армии Ливана. Они принимали активное участие в ходе гражданской войны. Семь M48 попало в армию Южного Ливана, в ходе конфликта все они были уничтожены или захвачены.
Ливанские M48 принимали участие в конфликте в Северном Ливане в 2007 году.

### Другие конфликты
18 марта 2016 года турецкий танк M48A5 был уничтожен в Нусайбине в результате подрыва на мине, заложенной курдским народным ополчением.
- Война во Вьетнаме (1957—1975; США, Южный Вьетнам)
- Вторая индо-пакистанская война (1965; Пакистан)
- Шестидневная война (1967; Израиль, Иордания)
- Третья индо-пакистанская война (1971; Пакистан)
- Октябрьская арабо-израильская война (1973; Израиль)
- Вторжение Турции на Кипр (1974; Турция)
- Гражданская война в Ливане (1975—1990)
- Ирано-иракская война (1980—1988; Иран)
- Операция «Мир Галилее» (1982; Израиль)
- Миротворческая операция в Сомали (1992—1995; Пакистан)
- Конфликт в Северном Ливане (2007)

## Оценка машины
| Сравнение основных характеристик средних танков 1953 года        |                                                                      |                                                                              |                                                   |
|                                                                  | M48 А1                                                               | Т-54 обр. 1951 г.                                                            | «Центурион» Mk.3                                  |
| Общие данные                                                     |                                                                      |                                                                              |                                                   |
| Экипаж                                                           | 4                                                                    | 4                                                                            | 4                                                 |
| Боевая масса, т                                                  | 44,8                                                                 | 35,5                                                                         | 50,8                                              |
| Ширина, м                                                        | 3,63                                                                 | 3,27                                                                         | 3,35                                              |
| Высота по командирской башенке, м                                | 3,24                                                                 | 2,40                                                                         | 2,89                                              |
| Вооружение                                                       |                                                                      |                                                                              |                                                   |
| Марка пушки                                                      | 90-мм M41                                                            | 100-мм Д-10Т                                                                 | 83,9-мм QF 20 pounder                             |
| Стабилизатор вооружения                                          | —                                                                    | —                                                                            | двухплоскостной                                   |
| Боекомплект пушки                                                | 60                                                                   | 34                                                                           | 65                                                |
| Пулемёты                                                         | 2 × 7,62-мм M1919A4, спаренный и курсовой 1 × 12,7-мм M2HB, зенитный | 2 × 7,62-мм СГМТ, спаренный и неподвижный курсовой 1 × 12,7-мм ДШК, зенитный | 1 × 7,92-мм BESA, спаренный                       |
| Бронирование                                                     |                                                                      |                                                                              |                                                   |
| Верхняя лобовая деталь корпуса                                   | 110 / 60° (220)                                                      | 100 / 60° (200)                                                              | 76 / 57° (140)                                    |
| Нижняя лобовая деталь корпуса                                    | 102-61 / 53° (167-99)                                                | 100 / 55° (174)                                                              | 76 / 46° (109)                                    |
| Лоб башни                                                        | 178/ 0°                                                              | 108—200 / 0—60° (200—216)                                                    | 152                                               |
| Маска орудия                                                     | 114                                                                  | н/д                                                                          | 152                                               |
| Борт корпуса                                                     | 51—76                                                                | 80                                                                           | 51+6                                              |
| Борт башни                                                       | 76                                                                   | 86—160 / 0—60° (160—172)                                                     | 90                                                |
| Подвижность                                                      |                                                                      |                                                                              |                                                   |
| Тип двигателя                                                    | карбюраторный, воздушного охлаждения, 810 л. с.                      | дизельный, жидкостного охлаждения, 520 л. с.                                 | карбюраторный, жидкостного охлаждения, 600 л. с.  |
| Удельная мощность, л. с./т                                       | 18,0                                                                 | 14,6                                                                         | 11,8                                              |
| Тип подвески                                                     | индивидуальная, торсионная                                           | индивидуальная, торсионная                                                   | сблокированная попарно, пружинная типа Хорстманна |
| Максимальная скорость по шоссе и по пересечённой местности, км/ч | 48 (н/д)                                                             | 50 (20—25)                                                                   | 35 (н/д)                                          |
| Запас хода по шоссе и по пересечённой местности, км              | ~130 статутных миль (70)                                             | 360—400 (240—260)                                                            | 100 (53)                                          |
| Удельное давление на грунт, кг/см²                               | 0,98                                                                 | 0,80                                                                         | 0,87                                              |

1. ↑  В скобках указана толщина брони по ходу снаряда, для участков, имеющих значительный наклон
2. ↑  6-мм стальной противокумулятивный экран

## Музейные экземпляры
- Вьетнам: трофейные американские танки «Patton III» есть в экспозиции ряда военных музеев (один M48 — в Музее войны и мира в Хошимине, один M48A1 — в Музее Армии в Ханое)[196]